# Ерошкино (Марий Эл)
Ерошкино (мар. Йорош) — деревня в Куженерском районе Республики Марий Эл. Входит в состав Тумьюмучашского сельского поселения.

## География
Находится в северо-восточной части республики Марий Эл на расстоянии приблизительно 7 км на запад от районного центра посёлка Куженер.

## История
Известна с 1874 года как выселок, она состояла из 19 дворов, в ней проживало 52 мужчины, 60 женщин. В 1909 году в деревне Ерошкино проживало 145 человек. В 2005 году в деревне было 19 хозяйств. В советское время работали колхозы имени Яковлева и «Россия».

## Население
Население составляло 49 человек (мари 96 %) в 2002 году, 38 в 2010.

## Известные уроженцы
Лисицына Эльвира Семёновна (род. 1967) — советская и российская актриса театра и кино, актриса озвучивания.  Народная артистка Республики Марий Эл (2009), заслуженная артистка Республики Марий Эл (2002). 